# BAFTA (премия, 2012)
65-я церемония вручения наград премии BAFTA

12 февраля 2012
Лучший фильм: 

Артист 

The Artist
Лучший британский фильм: 

Шпион, выйди вон! 

Tinker Tailor Soldier Spy
Лучший неанглоязычный фильм: 

Кожа, в которой я живу 

La piel que habito
< 64-я Церемонии вручения 66-я >
65-я церемония вручения наград премии BAFTA, учреждённой Британской академией кино и телевизионных искусств, за заслуги в области кинематографа за 2011 год состоялась 12 февраля 2012 года, в Королевском театре Ковент-Гарден, в Лондоне. Ведущим церемонии стал актер и комик Стивен Фрай. Почётной статуэтки «за жизненные достоинства» удостоился режиссёр Мартин Скорсезе и актёр Джон Хёрт.
17 января 2012 года Дэниел Рэдклифф и Холлидей Грейнджер объявили имена номинантов премии в 24 категориях.

## Список лауреатов и номинантов
Количество наград/общее количество номинаций:
- 7/12: «Артист»
- 2/11: «Шпион, выйди вон!»
- 2/9: «Хранитель времени»
- 0/6: «7 дней и ночей с Мэрилин»
- 1/5: «Прислуга» 0/5: «Боевой конь»
- 0/4: «Драйв» / 2/4: «Железная леди» / 1/4: «Гарри Поттер и Дары Смерти. Часть 2»

Здесь приведён полный список лауреатов и номинантов премии.
| Победители выделены отдельным цветом. |

### Основные категории
| Категории                                | Лауреаты и номинанты                                                                                            |
| ---------------------------------------- | --- |
| Лучший фильм                             | • «Артист» — Тома Лангманн                                                                                      |
| Лучший фильм                             | • «Шпион, выйди вон!» — Тим Беван, Эрик Феллнер, Робин Слово                                                    |
| Лучший фильм                             | • «Драйв» — Марк Платт, Адам Сигел                                                                              |
| Лучший фильм                             | • «Прислуга» — Брюнсон Грин, Крис Коламбус, Майкл Барнатан                                                      |
| Лучший фильм                             | • «Потомки» — Джим Бёрк, Александр Пэйн, Джим Тейлор                                                            |
| Лучший британский фильм                  | • «Шпион, выйди вон!» — Томас Альфредсон, Тим Беван, Эрик Феллнер, Робин Слово, Бриджет О’Коннор, Питер Строхан |
| Лучший британский фильм                  | • «7 дней и ночей с Мэрилин» — Саймон Кёртис, Дэвид Пэрфитт, Харви Вайнштейн, Эдриан Ходжес                     |
| Лучший британский фильм                  | • «Сенна» — Асиф Кападиа, Джеймс Гей-Рис, Тим Беван, Эрик Феллнер, Мэниш Пэнди                                  |
| Лучший британский фильм                  | • «Стыд» — Стив Маккуин, Иэн Кэннинг, Эмиль Шерман, Эби Морган                                                  |
| Лучший британский фильм                  | • «Что-то не так с Кевином» — Линн Рэмси, Люк Рог, Дженнифер Фокс, Роберт Салерно, Рори Стюарт Киннер           |
| Лучший неанглоязычный фильм              | • «Кожа, в которой я живу» (режиссёр Педро Альмодовар, страна — Испания)                                        |
| Лучший неанглоязычный фильм              | • «Пожары» (режиссёр Дени Вильнёв, страна — Франция, Канада)                                                    |
| Лучший неанглоязычный фильм              | • «Отчаянная домохозяйка» (режиссёр Франсуа Озон, страна — Франция)                                             |
| Лучший неанглоязычный фильм              | • «Развод Надера и Симин» (режиссёр Асгар Фархади, страна — Иран)                                               |
| Лучший неанглоязычный фильм              | • «Пина» (режиссёр Вим Вендерс, страна — Германия, Франция, Великобритания)                                     |
| Лучшая режиссёрская работа               | • Мишель Хазанавичус — «Артист»                                                                                 |
| Лучшая режиссёрская работа               | • Николас Виндинг Рефн — «Драйв»                                                                                |
| Лучшая режиссёрская работа               | • Мартин Скорсезе — «Хранитель времени»                                                                         |
| Лучшая режиссёрская работа               | • Томас Альфредсон — «Шпион, выйди вон!»                                                                        |
| Лучшая режиссёрская работа               | • Линн Рэмси — «Что-то не так с Кевином»                                                                        |
| Лучшая мужская роль                      | • Жан Дюжарден — «Артист»                                                                                       |
| Лучшая мужская роль                      | • Брэд Питт — «Человек, который изменил всё»                                                                    |
| Лучшая мужская роль                      | • Гэри Олдмен — «Шпион, выйди вон!»                                                                             |
| Лучшая мужская роль                      | • Джордж Клуни — «Потомки»                                                                                      |
| Лучшая мужская роль                      | • Майкл Фассбендер — «Стыд»                                                                                     |
| Лучшая женская роль                      | • Мерил Стрип — «Железная леди»                                                                                 |
| Лучшая женская роль                      | • Беренис Бежо — «Артист»                                                                                       |
| Лучшая женская роль                      | • Мишель Уильямс — «7 дней и ночей с Мэрилин»                                                                   |
| Лучшая женская роль                      | • Тильда Суинтон — «Что-то не так с Кевином»                                                                    |
| Лучшая женская роль                      | • Виола Дэвис — «Прислуга»                                                                                      |
| Лучшая мужская роль второго плана        | • Кристофер Пламмер — «Начинающие»                                                                              |
| Лучшая мужская роль второго плана        | • Джим Бродбент — «Железная леди»                                                                               |
| Лучшая мужская роль второго плана        | • Джона Хилл — «Человек, который изменил всё»                                                                   |
| Лучшая мужская роль второго плана        | • Кеннет Брана — «7 дней и ночей с Мэрилин»                                                                     |
| Лучшая мужская роль второго плана        | • Филип Сеймур Хоффман — «Мартовские иды»                                                                       |
| Лучшая женская роль второго плана        | • Октавия Спенсер — «Прислуга»                                                                                  |
| Лучшая женская роль второго плана        | • Кэри Маллиган — «Драйв»                                                                                       |
| Лучшая женская роль второго плана        | • Джессика Честейн — «Прислуга»                                                                                 |
| Лучшая женская роль второго плана        | • Джуди Денч — «7 дней и ночей с Мэрилин»                                                                       |
| Лучшая женская роль второго плана        | • Мелисса Маккарти — «Девичник в Вегасе»                                                                        |
| Лучший анимационный полнометражный фильм | • «Ранго» — Гор Вербински                                                                                       |
| Лучший анимационный полнометражный фильм | • «Приключения Тинтина: Тайна «Единорога»» — Стивен Спилберг                                                    |
| Лучший анимационный полнометражный фильм | • «Секретная служба Санта-Клауса» — Сара Смит                                                                   |
| Лучший адаптированный сценарий           | • «Шпион, выйди вон!» — Бриджет О’Коннор, Питер Строхан                                                         |
| Лучший адаптированный сценарий           | • «Потомки» — Александр Пэйн, Нат Факсон, Джим Раш                                                              |
| Лучший адаптированный сценарий           | • «Мартовские иды» — Джордж Клуни, Грант Хеслов, Бо Уиллимон                                                    |
| Лучший адаптированный сценарий           | • «Человек, который изменил всё» — Стивен Заиллян, Аарон Соркин                                                 |
| Лучший адаптированный сценарий           | • «Прислуга» — Тейт Тейлор                                                                                      |
| Лучший оригинальный сценарий             | • «Артист» — Мишель Хазанавичус                                                                                 |
| Лучший оригинальный сценарий             | • «Девичник в Вегасе» — Энни Мумоло, Кристен Уиг                                                                |
| Лучший оригинальный сценарий             | • «Однажды в Ирландии» — Джон Майкл Макдонах                                                                    |
| Лучший оригинальный сценарий             | • «Железная леди» — Эби Морган                                                                                  |
| Лучший оригинальный сценарий             | • «Полночь в Париже» — Вуди Аллен                                                                               |

### Другие категории
| Категории                                                    | Лауреаты и номинанты                                                                                                |
| ------------------------------------------------------------ | --- |
| Лучшая музыка к фильму                                       | • «Артист» — Людовик Бурсе                                                                                          |
| Лучшая музыка к фильму                                       | • «Девушка с татуировкой дракона» — Трент Резнор, Аттикус Росс                                                      |
| Лучшая музыка к фильму                                       | • «Хранитель времени» — Говард Шор                                                                                  |
| Лучшая музыка к фильму                                       | • «Шпион, выйди вон!» — Альберто Иглесиас                                                                           |
| Лучшая музыка к фильму                                       | • «Боевой конь» — Джон Уильямс                                                                                      |
| Лучшая операторская работа                                   | • «Артист» — Гийом Шиффман                                                                                          |
| Лучшая операторская работа                                   | • «Девушка с татуировкой дракона» — Джефф Кроненвет                                                                 |
| Лучшая операторская работа                                   | • «Хранитель времени» — Роберт Ричардсон                                                                            |
| Лучшая операторская работа                                   | • «Шпион, выйди вон!» — Хойте ван Хойтема                                                                           |
| Лучшая операторская работа                                   | • «Боевой конь» — Януш Камински                                                                                     |
| Лучшие визуальные эффекты                                    | • «Гарри Поттер и Дары Смерти: часть 2» — Тим Бёрк, Джон Ричардсон, Грег Батлер, Дэвид Викери                       |
| Лучшие визуальные эффекты                                    | • «Боевой конь» — Бен Моррис, Нил Корбоулд                                                                          |
| Лучшие визуальные эффекты                                    | • «Восстание планеты обезьян» — Джо Леттери, Дэн Леммон, Р. Кристофер Уайт, Дэниел Барретт                          |
| Лучшие визуальные эффекты                                    | • «Приключения Тинтина: Тайна «Единорога»» — Джо Леттери, Джейми Бирд, Кит Миллер, Уэйн Стейблс                     |
| Лучшие визуальные эффекты                                    | • «Хранитель времени» — Роберт Легато, Бен Гроссман, Джосс Уильямс, Алекс Хеннинг                                   |
| Лучший грим                                                  | • «Железная леди» — Марис Лэнгэн, Марк Кулир                                                                        |
| Лучший грим                                                  | • «Артист» — Джули Хьюитт, Сидни Корнелл                                                                            |
| Лучший грим                                                  | • «Гарри Поттер и Дары Смерти: часть 2» — Аманда Найт, Лиза Томлин                                                  |
| Лучший грим                                                  | • «Хранитель времени» — Мораг Росс, Джэн Арчибальд                                                                  |
| Лучший грим                                                  | • «7 дней и ночей с Мэрилин» — Дженни Ширкор                                                                        |
| Лучший дизайн костюмов                                       | • «Артист» — Марк Бриджес                                                                                           |
| Лучший дизайн костюмов                                       | • «Хранитель времени» — Сэнди Пауэлл                                                                                |
| Лучший дизайн костюмов                                       | • «Джейн Эйр» — Майкл О’Коннор                                                                                      |
| Лучший дизайн костюмов                                       | • «7 дней и ночей с Мэрилин» — Джилл Тэйлор                                                                         |
| Лучший дизайн костюмов                                       | • «Шпион, выйди вон!» — Жаклин Дюрран                                                                               |
| Лучшая работа художника-постановщика                         | • «Хранитель времени» — Данте Ферретти, Франческа Ло Скьяво                                                         |
| Лучшая работа художника-постановщика                         | • «Артист» — Лоуренс Беннетт, Роберт Гулд                                                                           |
| Лучшая работа художника-постановщика                         | • «Гарри Поттер и Дары Смерти: часть 2» — Стюарт Крэйг, Стефани Макмиллан                                           |
| Лучшая работа художника-постановщика                         | • «Шпион, выйди вон!» — Мария Дьюркович, Татьяна Макдональд                                                         |
| Лучшая работа художника-постановщика                         | • «Боевой конь» — Рик Картер, Ли Сандалес                                                                           |
| Лучший монтаж                                                | • «Сенна» — Грегерс Солл, Крис Кинг                                                                                 |
| Лучший монтаж                                                | • «Артист» — Энн-Софи Бион, Мишель Хазанавичус                                                                      |
| Лучший монтаж                                                | • «Драйв» — Мэт Ньюман                                                                                              |
| Лучший монтаж                                                | • «Шпион, выйди вон!» — Дино Йонсатер                                                                               |
| Лучший монтаж                                                | • «Хранитель времени» — Тельма Скунмейкер                                                                           |
| Лучший звук                                                  | • «Хранитель времени» — Филип Стоктон, Юджин Джерти, Том Флейхсман, Джон Миджли                                     |
| Лучший звук                                                  | • «Артист» — Надин Мьюз, Джерард Лэмпс, Майкл Крикорян                                                              |
| Лучший звук                                                  | • «Гарри Поттер и Дары Смерти: часть 2» — Джеймс Мэтер, Стюарт Уилсон, Стюарт Хилликер, Майк Доусон, Адам Скривенер |
| Лучший звук                                                  | • «Шпион, выйди вон!» — Джон Казали, Говард Баргрофф, Даг Купер, Стивен Гриффитс, Энди Шелли                        |
| Лучший звук                                                  | • «Боевой конь» — Стюарт Уилсон, Гэри Райдстром, Энди Нельсон, Том Джонсон, Ричард Химнс                            |
| Лучший анимационный короткометражный фильм                   | • Утренняя прогулка — Грэнт Орчард, Сью Софф                                                                        |
| Лучший анимационный короткометражный фильм                   | • Abuelas — Афарин Эгбал, Касья Малипан, Франческа Гардинер                                                         |
| Лучший анимационный короткометражный фильм                   | • Bobby Yeah — Роберт Морган                                                                                        |
| Лучший короткометражный фильм                                | • Pitch Black Heist — Джон Маклин, Джерардин О’Флинн                                                                |
| Лучший короткометражный фильм                                | • Chalk — Мартина Амати, Гэвин Эмерсон, Джеймс Болтон, Илария Бернардини                                            |
| Лучший короткометражный фильм                                | • Mwansa The Great — Рунгано Ньони, Габриэль Гоше                                                                   |
| Лучший короткометражный фильм                                | • Only Sound Remains — Араш Аштиани, Эншу Поддар                                                                    |
| Лучший короткометражный фильм                                | • Two and Two — Бабак Анвари, Кит Фрэйзер, Гэвин Каллен                                                             |
| Лучший дебют британского сценариста, режиссёра или продюсера | • «Тираннозавр» — Пэдди Консидайн (режиссёр), Дьярмид Скримшоу (продюсер)                                           |
| Лучший дебют британского сценариста, режиссёра или продюсера | • «Чужие на районе» — Джо Корниш (режиссёр, сценарист)                                                              |
| Лучший дебют британского сценариста, режиссёра или продюсера | • «Чёрный пруд» — Уилл Шарп (режиссёр, сценарист), Том Кингсли (режиссёр), Сара Броклхёрст (продюсер)               |
| Лучший дебют британского сценариста, режиссёра или продюсера | • «Кориолан» — Рэйф Файнс (режиссёр)                                                                                |
| Лучший дебют британского сценариста, режиссёра или продюсера | • «Субмарина» — Ричард Айоади (режиссёр, сценарист)                                                                 |
| Восходящая звезда                                            | • Адам Дикон |
| Восходящая звезда                                            | • Крис Хемсворт |
| Восходящая звезда                                            | • Том Хиддлстон |
| Восходящая звезда                                            | • Крис О’Дауд |
| Восходящая звезда                                            | • Эдди Редмэйн |

## Специальная награда
Специальная награда BAFTA Academy Fellowship Award c формулировкой «за жизненные достоинства» вручена американскому кинорежиссёру Мартину Скорсезе.
| Награда за жизненные достоинства | Фотография | Режиссёр          |
| -------------------------------- | ---------- | ----------------- |
| BAFTA Academy Fellowship Award   |            | • Мартин Скорсезе |